# 동성애와 종교

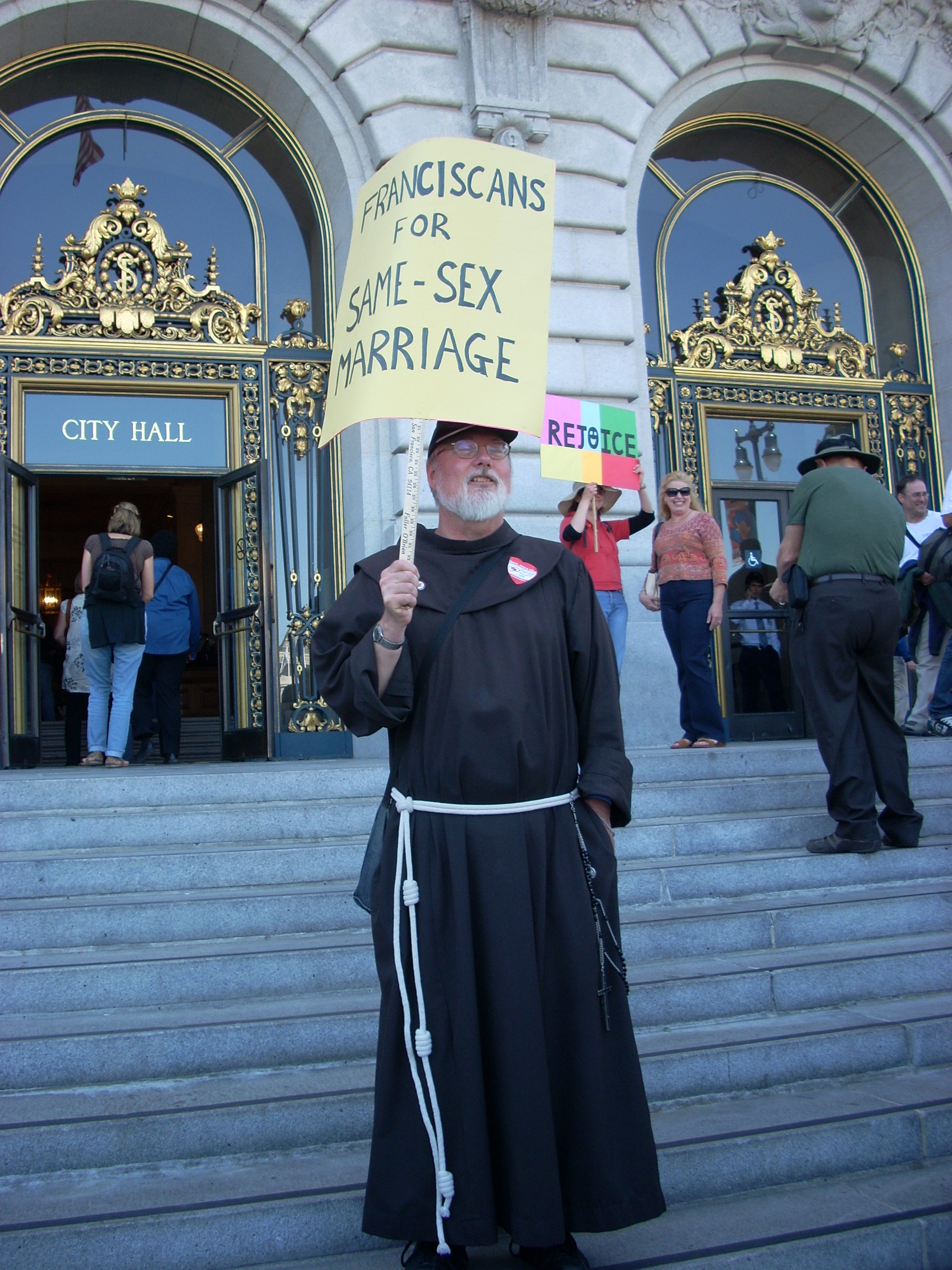

동성애와 종교간의 관계는 시대와 장소에 따라 크게 변화하였으며 종교와 종교내 교단마다, 동성애와 양성애에 따라 다양한 입장이 존재해왔다. 현재 세계의 주류 종교들도 각기 다른 입장을 고수하고 있다.
많은 종교는 동성애를 부정적으로 보고 있으며, 동성애 그 자체에 반대하거나 동성간 성교만 극한하여 죄로 보아 금기시하기도 한다. 그러나 동성애를 긍정적으로 보는 종교와 교단들도 있으며 LGBT 인권을 지지하고 동성 결혼을 집례하기도 한다. 전 세계적으로 LGBT 인권 신장과 함께 이런 입장을 가지는 종교와 교단이 늘어나고 있는 추세이다.

## 종교별 입장
유대교와 기독교, 이슬람은 전통적으로 동성애를 죄라고 인식해왔다. 그러나 자유주의 교단들의 주도로 성적지향에 관계없이 모든 신자들을 동등히 수용하자는 입장의 교단들이 증가하고 있다. 동성애자의 성직이나 동성 결혼 집례도 허용하는 추세이다.

#### 유대교
정통파 유대교는 모든 동성애를 죄라고 보았으나 최근에는 동성간 성교만 부정하고 있다. 보수파 유대교는 1990년대부터 동성애와 교리에 대해 깊게 연구해왔으며, 새로운 율법에 따라 동성애자 신자들의 입단을 허용하며 성소수자들에 대한 모든 차별에 반대하는 캠페인을 진행하고 있다. 그러나 여전히 동성간 성교를 금지하고 있다.
개혁파 유대교와 자유주의 유대교는 동성애를 이성애와 동등히 취급하며, 성적지향에 대한 인류의 새로운 지식 및 인식적 발전에 따라 동성간 성교를 금지하는 토라의 해당 율법이 더 이상 통용되지 않는다고 판단하고 있다.

#### 기독교
동성애에 대한 기독교의 견해는 교파, 또한 교역자·성직자 등 개개인에 따라 크게 달라 단죄에서 적극 수용까지 폭넓다. 기독교는 전통적으로 동성애를 금지해 왔지만, 근대 이후 지금 사회에서는 동성애도 이성애와 마찬가지로 타고난 성적 지향으로 어떤 방식으로든 차별되어서는 안된다는 이해가 확산되고 있다. 동성애자의 인권은 존중하지만 동성애 행위는 죄악이고 인정할 수 없다고 하는 입장도 있다.

#### 이슬람
모든 주류 이슬람교단은 동성애를 금지하고 있다. 이슬람은 동성애를 자연적인 욕구라고 보고 있으나, 동성간 성관계를 자연에 대한 죄로 인식하고 있다. 이슬람의 동성애에 대한 관심은 주로 남성간 관계에만 집중되어있기 때문에 하디스에서 여성들의 동성애 관계에 대한 입장은 제대로 확립되어있지 않다. 국제레즈비언게이협회(ILGA)에 따르면 동성애 행위에 대한 사형이 전국 또는 일부 지역에서 존재하는 곳은 현재 12개국으로 사우디아라비아, 이란, 수단 등 모두 이슬람 국가들로 나타났다. 카타르와 아랍에미리트(UAE) 등 실제 집행 없이 명목상으로 사형을 규정한 국가도 있지만, 사우디처럼 형법이 아닌 샤리아(율법) 등으로 정해놓은 곳도 있고 예멘, 모리타니처럼 심하게는 투석형까지 형법으로 정해둔 국가도 있다. 종신형을 포함한 징역형이 있는 73개국 가운데서도 다수가 이슬람 국가이다.

### 인도 종교
인도에서 유래된 종교들, 힌두교와 불교, 자이나교, 시크교 등은 아브라함 계통의 종교와 달리 동성애에 대해 불명확한 입장을 지니고 있다. 2005년 시크교 당국이 동성 결혼을 비난하는 성명을 냈지만 실제 교인들 중 동성결혼을 반대하는 자들은 많지 않다. 통일된 상위 종교 단체가 없는 힌두교는 교단별로 입장이 천차만별이다.

#### 힌두교
힌두교의 동성애에 대한 입장은 다른 종교들과 마찬가지로 긍정서부터 부정까지 다양한 입장이 혼재한다. 힌두교의 4대 정전 중 하나인 리그베다는 'Vikruti Evam Prakriti' 즉, '괴팍함/다양성은 자연의 모든 것이며 비자연스럽게 보이는 것 또한 자연스러운 것이다'라고 말하고 있다. 인도 사회에서 성소수자에 대한 담론은 여전히 금기시되는 것이며 성적지향에 대한 담론은 거의 이루어지지 못하였다.
몇몇 힌두교단들은 동성애를 금지하고 있으나 레즈비언이나 '제 3의 성'에 대해서는 정해진 입장이 없다. 힌두교는 역사적으로도 동성애에 관한 통일되거나 확실한 교리를 가져본 적이 없다.

#### 불교
불교의 가장 대중적인 도덕관념은 오계와 팔정도에 기반을 두고 있는데, '성적 청정성'을 중요한 덕목으로 삼는다. 불교 내에서의 동성애에 대한 비판은 그 성적 지향 때문이라기보다는 계율로 금지된 성생활 일반을 즐겼다는 사실에 기반한다는 점이다. 또한 불교의 초기 양식에서 재가인들의 성생활에 대한 특별한 정의가 없으며, 주로 출가한 승들에게 금지하는 것들이다. 그래서 불교는 평신도들의 성생활이나 성적 지향에 대한 주제는 종교에서 정할 것이 아니라는 입장을 취한 것으로 보인다.
티베트 불교의 제14대 달라이 라마는 동성 결혼을 지지한다고 발언하였다.

### 중국 종교

#### 유교
유교는 주로 정치와 사회에 중점을 둔 종교로, 이성애나 동성애와 같은 성적 지향은 거의 다루지 않는다. 논어에서도 동성애란 단어는 찾아볼 수 없다. 하지만 일부 유학자들은 유교가 동성애를 반대한다고 주장하기도 한다.

#### 도교
도교의 동성애에 대한 공식적인 입장은 찾을 수 없다. 그러나 불교와 마찬가지로 성적 문란함을 경계하였는데, 몇몇 문헌에 따르면 일부 신학자들은 동성애도 그 일부로 보았다. 그러나 당나라시대에 도교 승려들이 서로 연애 편지를 주고 받은 역사가 있듯이 당대 중국 사회가 받아들이는 동성애에 대한 인식을 도교도 공유했던 것으로 보인다.

## 같이 보기
- 문화전쟁
- 나라별 법률에 따른 성소수자의 권리
- 사이드 A, B, X, Y (신학)